# Wish (manga)
Wish (ウィッシュ Uisshu?,  Deseo) es una serie de manga escrita e ilustrada por el grupo de mangakas, CLAMP. Consta de cuatro volúmenes publicados desde noviembre de 1995 hasta agosto de 1998. Cuenta, también, con una adaptación a un CD drama y un OVA de seis minutos. Las ilustraciones estuvieron a cargo de Tsubaki Nekoi.

## Argumento
El argumento de Wish gira alrededor de Kohaku, un ángel con aspecto de niño que intenta conceder un deseo a un humano. La historia comienza cuando el cirujano Shūichirō Kudō regresa a su casa y se encuentra con Kohaku, quien está atrapado en las ramas de un árbol. Al comienzo cree que es fruto de su imaginación, pero luego un cuervo comienza a atacar a Kohaku. El doctor ahuyenta al cuervo y evita que Kohaku se caiga al suelo. Este le da las gracias por salvarlo y le dice que él es un ángel, y en agradecimiento por salvarle quiere concederle un deseo y que se quedará con él hasta haberlo hecho.
A la mañana siguiente, Shūichirō se sorprende cuando Kohaku cambia de forma y se vuelve más grande, tomando la apariencia de un adolescente con alas. Aunque Shūichirō insiste en no querer ningún deseo que Kohaku le pueda conceder, le da permiso para quedarse en su casa. Kohaku está en la Tierra para encontrar a Hisui, el arcángel de viento, quien desapareció del Cielo tres meses atrás. En la Tierra también está Kōryū, un demonio al que le encanta molestar a Kohaku y que está buscando a Kokuyō, el hijo de Satanás, quien ha desaparecido del Infierno. Una tarde en la que Kōryū intentaba molestar a Kohaku, aparece el propio Hisui acompañado de Kokuyō. Una vez en casa de Shūichirō, Hisui explica que Kokuyō y él están enamorados y han huido juntos al "mundo de los humanos". Shūichirō los invita a todos a quedarse en su casa.
Finalmente Kohaku es obligado por Dios a volver al Cielo en contra de su voluntad, debido a que tiene la importante tarea de incubar los huevos del "árbol de la vida", que solo con el alma pura de Kohaku eclosionarán. Sin embargo, Kohaku añora profundamente a Shūichirō y se da cuenta de que había desarrollado sentimientos por este. Del mismo modo, Shūichirō le extraña. Incapaz de soportar la separación, Kohaku regresa sin el permiso de Dios. Su reencuentro es de corta duración ya que los tres restantes arcángeles viajan a la Tierra para castigar a Kohaku y Hisui por abandonar el Cielo. Hisui es despojado de su condición de arcángel y es desterrado del Cielo. Kohaku, a su vez, es despojado de sus poderes y obligado a permanecer en su forma pequeña durante los próximos cien años. Kohaku está devastado por no haber podido concederle un deseo a Shūichirō, pero este entonces le pide que se quede con él para siempre, algo que él no podría haber cumplido por sí mismo.
Poco después, Shūichirō muere repentinamente mientras pasea con Kohaku. Kohaku entra en un sueño de cien años, de modo que Shūichirō habrá reencarnado en el momento en Kohaku despierte. Kokuyō y Hisui son castigados con cuidar de Kohaku mientras duerme. Cien años después, la reencarnación de Shūichirō, ahora de 17 años, vuelve a su antigua casa, lo que hace despertar a Kohaku.

## Personajes
Tanto las autoras como los traductores afirman que no existe género en el Cielo o el Infierno, pero han adoptado referirse a los personajes con pronombres masculinos para así facilitar la traducción.
Kohaku (琥珀?)
Es un ángel, cuya alma es la más pura del cielo. Fue rescatado por Shūichirō de un cuervo en una hermosa noche llena de estrellas. Para agradecerle, Kohaku le dice que le cumplirá un deseo y no se irá hasta hacerlo. En el día es capaz de mantener un tamaño normal, pero en las noches se hace pequeño. No come nada a excepción de leche y miel y no camina, pues teme lastimar al pasto y a los bichos que viven ahí. Está enamorado de Shūichirō.
Shūichirō Kudō (栩堂 琇一郎 Kudō Shūichirō?)
Es un joven doctor de 28 años que salvó a Kohaku de un cuervo que lo molestaba. Acepta que el ángel se quede en su casa y le ayude en los deberes del hogar. Cuando aparecen Kokuyō y Hisui, los deja vivir con él para que ninguno tenga problemas. Es muy serio, pero es muy amable. Está enamorado de Kohaku. Muere repentinamente devastando a Kohaku, pero finalmente reencarna luego de 100 años. Su procedencia nunca es explicada, al parecer su padre lo encontró cuando era un bebé, lo adoptó y se negó a decirle a su familia de donde venía.
Kōryū (紅榴?)
Es un demonio a quien le encanta molestar a Kohaku, comer espíritus y odia las escenas de amor. Tiene dos asistentes llamadas Ruri y Hari, quienes, a diferencia de él y Kohaku, no toman una versión SD, sino que se convierten en gatas.
Hisui (翡翠?)
Es el arcángel del viento, amigo y mentor de Kohaku. Conoció a Kokuyō en el puente entre el cielo y el inferno, y se enamoró de él. Hisui decidió pasar el resto de su vida con Kokuyō, aunque ello significase renunciar a su posición como ángel. Debido a que su relación con Kokuyō fue consumada, y para evitar la guerra entre ambos mundos, ambos deben vivir en la tierra y proteger a Kohaku.
Kokuyō (黒燿?)
Es un príncipe del Infierno e hijo de Satanás. Conoció al arcángel Hisui y se enamoró de él. Tiene una apariencia muy similar a la de Shūichirō. Es primo de Kōryū.
Hari (破璃?) y Ruri (瑠璃?)
Son las asistentes de Kōryū, dos gemelas de pelo negro el cual se recogen en dos grandes moños. De día permanecen bajo la forma de dos gatas, mientras que de noche recuperan su verdadera forma. Sólo se diferencian por el color de sus ojos, una los tiene violetas y la otra azules.
Shinichirō Kudō (栩堂 信一郎 Kudō Shinichirō?)
Es el abuelo de Shūichirō, vive en Canadá, pero va a visitarlo cada vez que puede. Rápidamente se encariña con Kohaku y aunque al principio parece extrañado al ver la casa de su nieto llena de gente extraña que se ha mudado permanentemente, en realidad le alegra que ya no este tan solo. Ama a Shūichirō como si realmente fueran familia de sangre y después de 100 años, el también reencarna y vuelve a adoptarlo.
Hotaru Kudō (栩堂 蛍 Kudou Hotaru?)
La madre adoptiva de Shūichirō, era ciega y no podía moverse. En realidad era un hada del árbol de glicinas, pero se enamoró del padre de Shūichirō y se casó con él. Shūichirō estaba enamorado de ella cuando era joven, pero cuando su esposo murió, Hotaru decidió volver a fundirse con el árbol de glicinas. Murió salvando a Kohaku de quedar atrapada en el pasado por Kōryū.
Shūsuke Kudō (栩堂 周丞 Kudou Shuusuke?)
El padre adoptivo de Shūichirō. Al parecer tenía el poder de ver y atraer seres sobrenaturales como su esposa, Hotaru. Encontró a Shūichirō cuando era un bebé, declaró que era su hijo y jamás le dijo a nadie de donde venía, ni siquiera a su padre. Murió en un accidente de avión.

## Contenido de la obra

### Manga
Escrito e ilustrado por el equipo de mangakas CLAMP, Wish se publicó por primera vez en la revista Mystery DX desde noviembre de 1995 hasta agosto de 1998. La editorial Kadokawa Shōten lo recopiló en 4 volúmenes tankōbon, publicados entre el 1 de junio de 1996 y el 1 de agosto de 1998. En 2009, el manga fue reeditado con nuevas portadas.
El manga ha sido traducido al español por Grupo Editorial Vid en México y por Norma Editorial en España.

#### Lista de volúmenes
| Volumen | Japón                                         | España                                 | México                  |
| ------- | --------------------------------------------- | -------------------------------------- | ----------------------- |
| 01      | 01 de junio de 1996 - ISBN 4-04-852771-1      | Mayo de 2003 - ISBN 9788484317449      | 01 de diciembre de 2006 |
| 02      | 08 de enero de 1997 - ISBN 4-04-852771-1      | Julio de 2003 - ISBN 9788484317869     | 12 de enero de 2007     |
| 03      | 01 de septiembre de 1997 - ISBN 4-04-852859-9 | Octubre de 2003 - ISBN 9788484317876   | 12 de febrero de 2007   |
| 04      | 01 de agosto de 1998 - ISBN 9784048529488     | Noviembre de 2003 - ISBN 9788484317883 | 10 de marzo de 2007     |